# 祝桑乡
祝桑乡，是中华人民共和国四川省甘孜藏族自治州雅江县下辖的一个乡镇级行政单位。

## 行政区划
祝桑乡下辖以下地区：
祝桑村、夺雅宗村、真达村、尼马宗村、德差村、日洛科村、达吉宗村、瓦西宗村、拉雅宗村、奔达村和南真村。